# シャールジャ
シャールジャ（アラビア語: الشارقة、 al-Shārqa, Sharjah）は、アラブ首長国連邦を構成する首長国のひとつ。

## 概要
シャールジャ首長国は、アラブ首長国連邦を構成する首長国のひとつで、ドバイの東、ペルシア湾岸にほぼ16km、内陸部に向かって80km以上にわたって広がっている。加えて、東海岸には、オマーン湾と境を接するシャールジャ首長国所属の3つの飛び地、カルバ、ホール・ファッカーン、ディッバーがある。面積ではアラブ首長国連邦で3位、ペルシア湾とオマーン湾に跨る唯一の首長国である。
シャールジャ首長国は2590km²の面積を有し、これは、島嶼部を除く連邦全体の面積の3.3パーセントに相当する。人口は2008年で約80万人であったが、外国人労働者の流入で急激に人口が増加しており、2019年で約240万人となっている。シャールジャ市はドバイからは15kmと近く、最近ではドバイのベッドタウンとして発展しており、数々の高層ビルが建設されており、ドバイと連続した都市圏を形成している。また、住民の多くがインドをはじめとした南アジア出身の外国人である。

## 地域
シャールジャ首長国内には重要なオアシス地帯がいくつかあるが、その中でももっとも有名なのはザイドであり、そこでは肥沃な土壌を利用した広大な農園や果樹園が広がっている。
ホール・ファッカーンはシャールジャ首長国の東海岸における主要な港となっている。沖合のサー・アブー＝ヌワイル島はシャールジャ首長国に属し、さらにイランが保持しているアブー・ムーサー島の領有権も主張している。
シャールジャ首長国の領域内には、シャールジャ領に囲まれるようにしてオマーンの飛地領であるマドハー州があり、さらにマドハー州の中にシャールジャ首長国に属するアラブ首長国連邦の飛地領のナフワがある。

## 歴史
シャールジャはアラブ首長国連邦の中でも最も古くから繁栄した地域であった。18世紀、オマーン方面からイラン海岸部に移ったもののイランを追放されたアル＝カースィミー一族がこの地の海岸線地区で勢力を確立し、1727年に独立を宣言した（アル＝カースィミー一族はラアス・アル＝ハイマの首長にもなる）。1820年、イギリスとラアス・アル＝ハイマ、ウンム・アル＝カイワイン、アジュマーン、シャールジャ、ドバイの5つの首長国との間で平和協定が締結される。この協定は、オスマン帝国の影響をこの地から排除し、湾岸の海賊行為を防ぐ目的であった。
1971年、イギリスが撤退、シャールジャはアラブ首長国連邦への参加を決定した。現在の首長はスルターン・ビン・ムハンマド・アル＝カースィミー。

## 隣接行政区画
- アジュマーン
- ウンム・アル＝カイワイン
- ラアス・アル＝ハイマ
- フジャイラ
- ブライミ特別行政区
- アブダビ首長国
- ドバイ首長国

### 飛び地
- 北バーティナ行政区
- ラアス・アル＝ハイマ
- フジャイラ

## 基礎自治体
1. シャールジャ市
2. Al Bataeh
3. Dhaid
4. Al Madam
5. ディバ・アル・ヒスン
6. Al Hamriyah
7. ホール・ファッカーン
8. カルバ
9. Mleiha

## 交通
シャールジャ市内のハーリド港やホール・ファッカーン港、シャールジャ国際空港が諸外国との間を結ぶほか、高速道路が近隣の首長国との間を結んでいる。

## 宗教
シャールジャは連邦構成国中最も厳格なイスラム教国であり、首長国内では一切の酒類の販売が禁止され、飲酒も禁じられている。肌の露出にも厳しく、大学などの学校も男女別になっている。開放的なドバイとは対照的な国である。

## ギャラリー

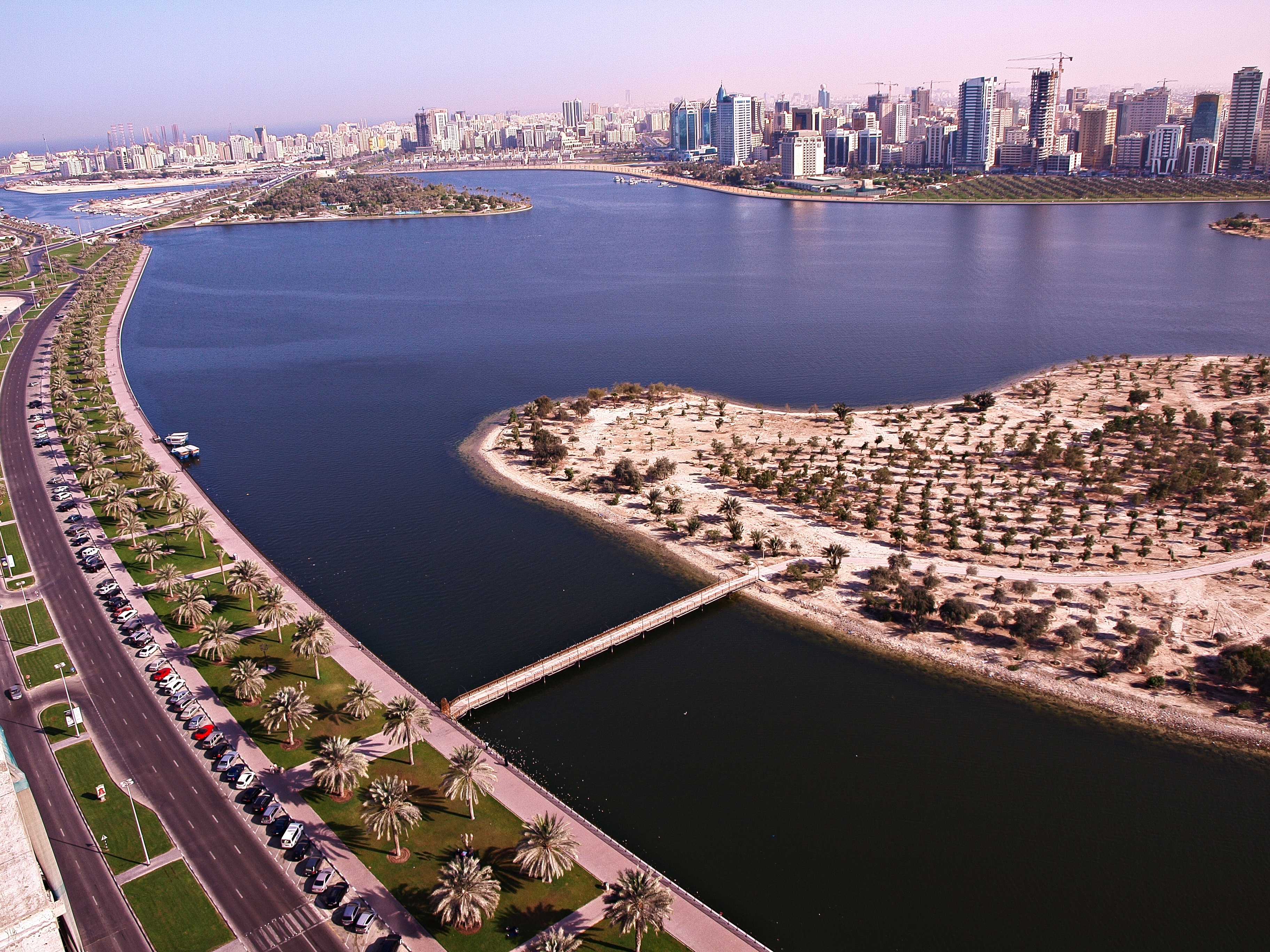
シャールジャの街並み
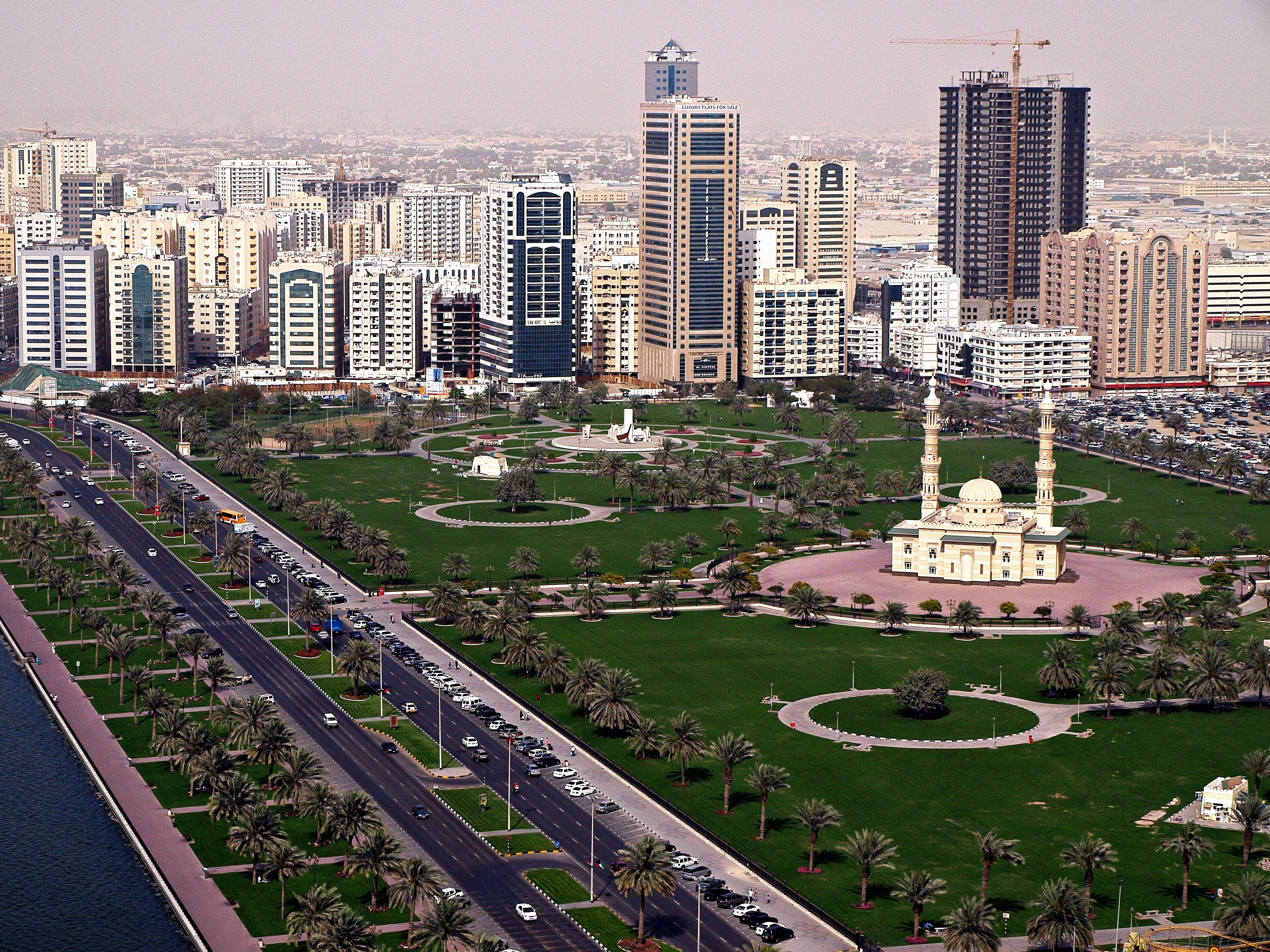
シャールジャの中心部
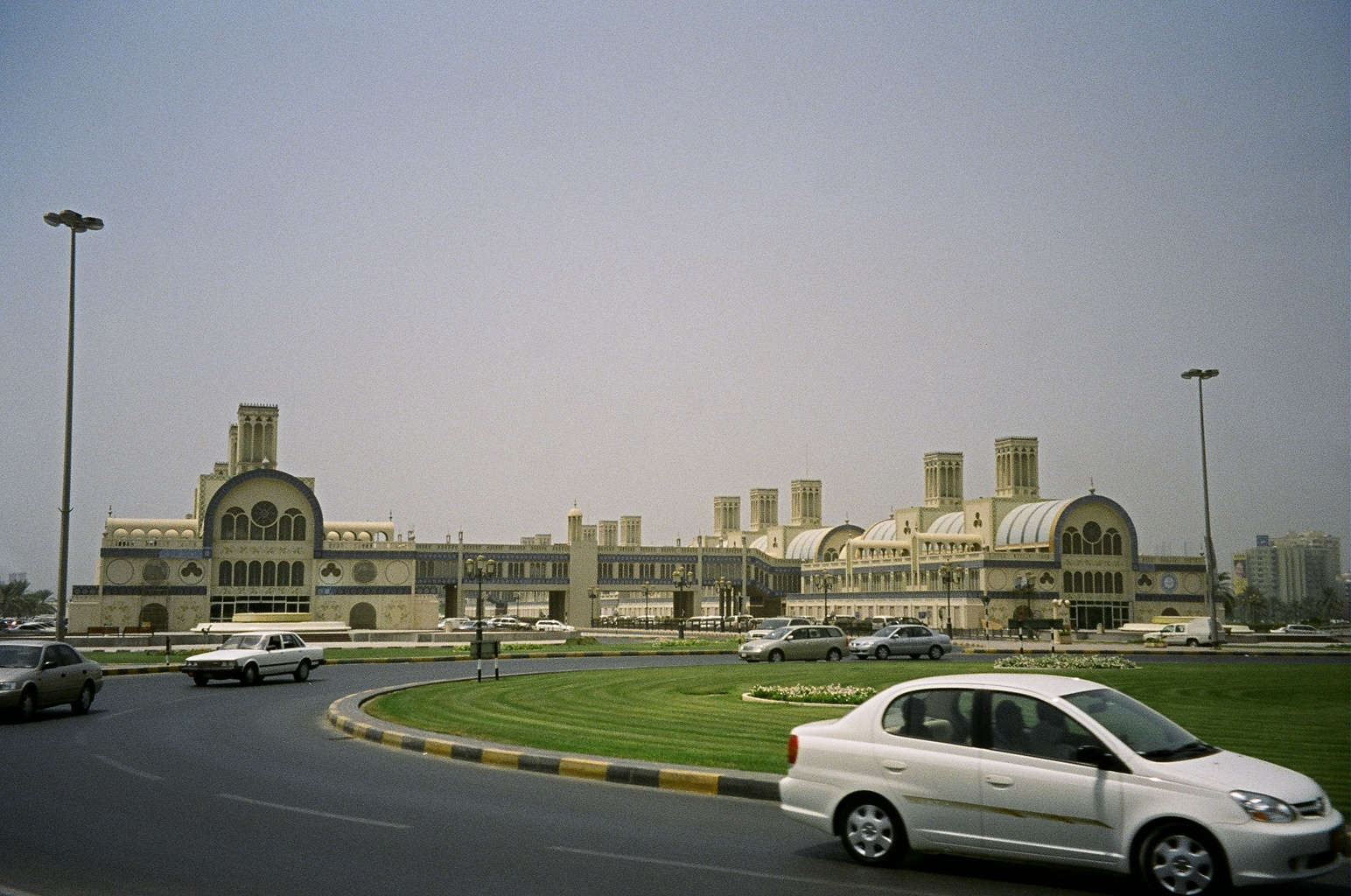
シャールジャ・セントラル・マーケット